# Constantí I, príncep d'Armènia
Constantí I —Gosdantin I en armeni: Կոստանդին Ա— (vers 1060- 24 de gener de 1102) fou príncep del Regne Armeni de Cilícia, de la dinastia rubènida. Va succeir com a sobirà al seu pare Rupen I el 1095.
Al començament del seu regnat es va apoderar de la fortalesa romana d'Orient de Vahka (l'actual Feke), al nord de Sis, a l'Antitaure, a la vora de la part superior del riu Seyhan, un bastió sòlid on va establir la seva residència. Quan van arribar els croats els va donar provisions i altres ajuts i va rebre dels caps croats els títols de comte i baró.
Va tenir quatre fills: Beatriu (que es va casar amb Joscelí de Courtenay (que després fou comte d'Edessa), Toros I (el successor), Lleó I (successor de Toros) i una noia de nom desconegut que es va casar amb Gabriel, el senyor armeni de Melitene.
| Precedit per: Rupen I | Regne Armeni de Cilícia 1095-1102 | Succeït per: Toros I |